# Nappali sötétség
A Nappali sötétség egy 1963-ban készült magyar film, amelynek történetében egy író megismerkedik egy lánnyal, Ágnessel. Beleszeretnek egymásba; 1944-ben. Aztán a férfi megtudja, hogy szerelme egy üldözött zsidó lány. Apaként és lányaként egy balatoni faluban húzzák meg magukat. Azonban néhány nap elteltével Ágnest letartóztatják illegális sajtótermék terjesztése miatt. A szembesítés során az író bevallja az igazságot, de Ágnes kitart amellett, hogy ő az író lánya.